# Динамічний захист

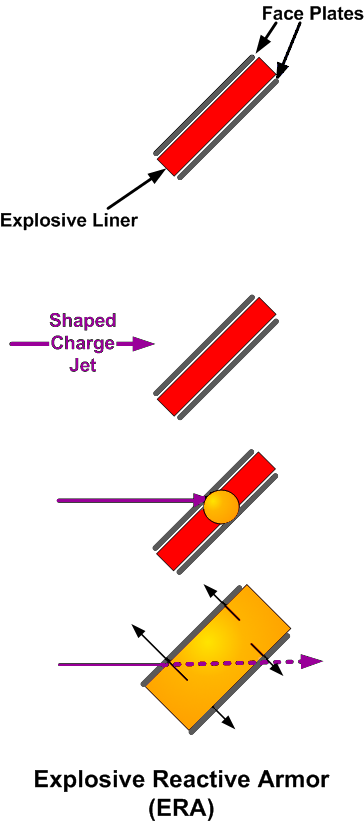
Принцип дії найпростішого модуля вибухового ДЗ: Між зовнішніми інертними шарами матеріалу з великою щільністю розміщується заряд ВР. Під час ураження першого шару, ВР детонує тим самим поглинаючи та розпорошуючи енергію кумулятивного струменя

Динамі́чний за́хист (ДЗ) (англ. reactive armour — «реактивна броня») — вид бронювання військової техніки, принцип дії якого полягає в тому, що вмонтована між броньованих листів (пластин) речовина впливає на зниження ефективності пробивної здатності снаряду (ракети), шляхом поглинання або розсіювання частини його енергії.

## Загальний опис
Існує багато різних пристроїв, де реалізується принцип динамічного впливу на ПТЗ (протитанкові засоби), що відрізняються різними варіантами конструкції та використовуваними джерелами енергії.
Залежно від речовин, які наповнюють динамічний захист, він може називатись вибуховим динамічним захистом (ВДЗ) (англ. explosive reactive armour, ERA) або невибуховим/неенергетичним (англ. non-explosive reactive armour, NxRA/NERA або англ. non-energetic reactive armour, NERA).

## Вибуховий ДЗ

Принцип дії модуля вибухового ДЗ
1. Кумулятивний струмінь потрапляє в модуль ДЗ, тим самим ініціюючи детонацію ВР
2. Перший шар ВР детонує, тим самим розпорошуючи кумулятивний струмінь
3. Другий шар ВР детонує, та відштовхує броньовану пластину, яка відбиває та поглинає енергію кумулятивного струменя

### Опис
Вибуховий динамічний захист (ВДЗ; також англ. explosive reactive armour, ERA) складається з окремих блоків, елементів динамічного захисту (ЕДЗ), що монтуються на основній броні броньованої машини. Кожен такий елемент містить вибухівку, яка ініціюється боєприпасом, що влучає в цей елемент. Найпростішим різновидом є ДЗ з метальними пластинами: ЕДЗ містить шар (або кілька) вибухівки, що оточений сталевими пластинами — заряд під час вибуху метає ці пластини, вони перетинають кумулятивний струмінь або снаряд, чим знижують його ефективність. Деякі ДЗ працюють за іншим принципом: наприклад, український «Ніж» розрізає струмінь/боєприпас власними кумулятивними зарядами.
ДЗ з метальними пластинами часто поділяють за поколіннями. Першим поколінням (також «легкий ДЗ», англ. light ERA) називають навісний динамічний захист, що встановлюється на броню. Метальні пластини такого захисту зазвичай є тонкими, а вибухівка нечутливою, отже, вони не мають ніякої дії проти БОПСів, але ефективні проти кумулятивних боєприпасів. Вони також зазвичай легко пошкоджуються при вибухах, влучанні боєприпасів та уламків. Перші серійні ДЗ, як ізраїльський Blazer (1982) та радянський «Контакт-1» (1985), належали до цього типу.
Другим поколінням (також «важкий ДЗ», англ. heavy ERA; «інтегрований ДЗ», англ. integrated ERA) називають ДЗ, що вкритий достатньо товстими метальними пластинами. За допомогою потужної вибухівки та щільної пластини досягається ефективність (принаймні часткова) і проти підкаліберних боєприпасів. Примітно, що перші розробки динамічного захисту були ближчими до другого покоління, але з ряду причин не здобули застосування (див. історію нижче). До другого покоління можуть належати, зокрема, «Контакт-5», Super Blazer тощо. Польський ERAWA-2 та чеський DYNA також надають обмежений захист від БОПСів, хоча дещо відрізняються за будовою.

### Переваги та недоліки
До переваг ВДЗ відносять:
- вибуховий динамічний захист є вигідним у співвідношенні захисту до маси броні[3]. Наприклад, для «Контакту-1» заявлено про виграш у масі в 10—20 разів порівняно з катаною сталевою бронею[4];
- часто ДЗ є достатньо простим у монтуванні, ним можна посилити слабкі місця танка без зміни його конструкції[5];

До недоліків ВДЗ відносять:

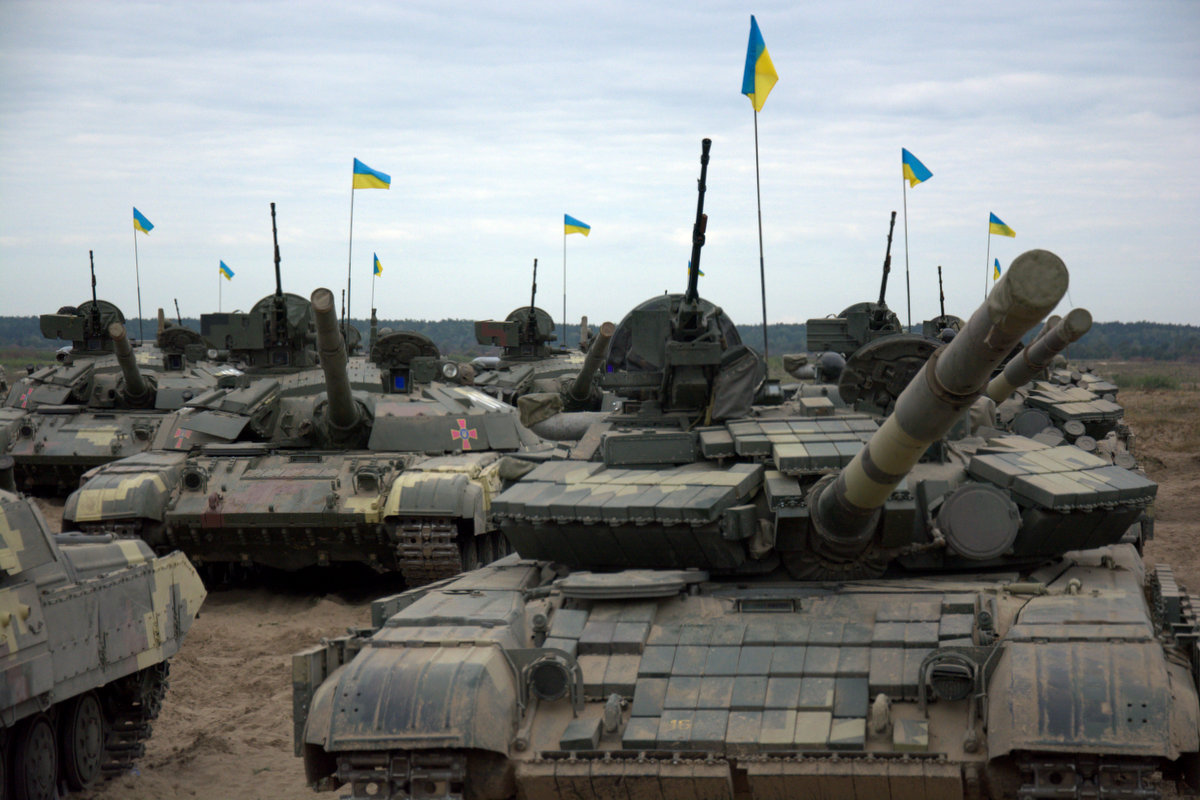
Українські Т-64БВ з ДЗ «Контакт-1» (попереду праворуч) та Т-64БМ з ДЗ «Ніж» (позаду ліворуч)

- Одноразове застосування: кожен елемент після застосування знищується, залишаючи ослаблену ділянку на броні. При тому, ДЗ першого покоління ще є вразливим при вибухах: влучання боєприпасу може знести значну кількість елементів, залишаючи танк ослабленим[1][5][6];
- більшість ДЗ не захищають від тандемних боєприпасів, а ДЗ першого покоління також і від підкаліберних[1];
- вибухівка в самому ДЗ може збільшити супутню шкоду своїм вибухом[1][7];
- сила вибуху унеможливлює встановлення більшості систем ДЗ на легкоброньовану техніку; вона потребує спеціально розроблених для неї комплексів[8];
- неповне покриття: наприклад, за даними шведських дослідників, реальне покриття динамічним захистом для Т-80У складає близько 50% від площі фронтальної проєкції[1];
- низька ефективність при великих кутах влучання: що ближче до 90°, то менш ефективним є ДЗ (зокрема, це є причиною, чому ДЗ на баштах радянських танків має характерну форму клина)[1][5][9][10][4];

### Історія

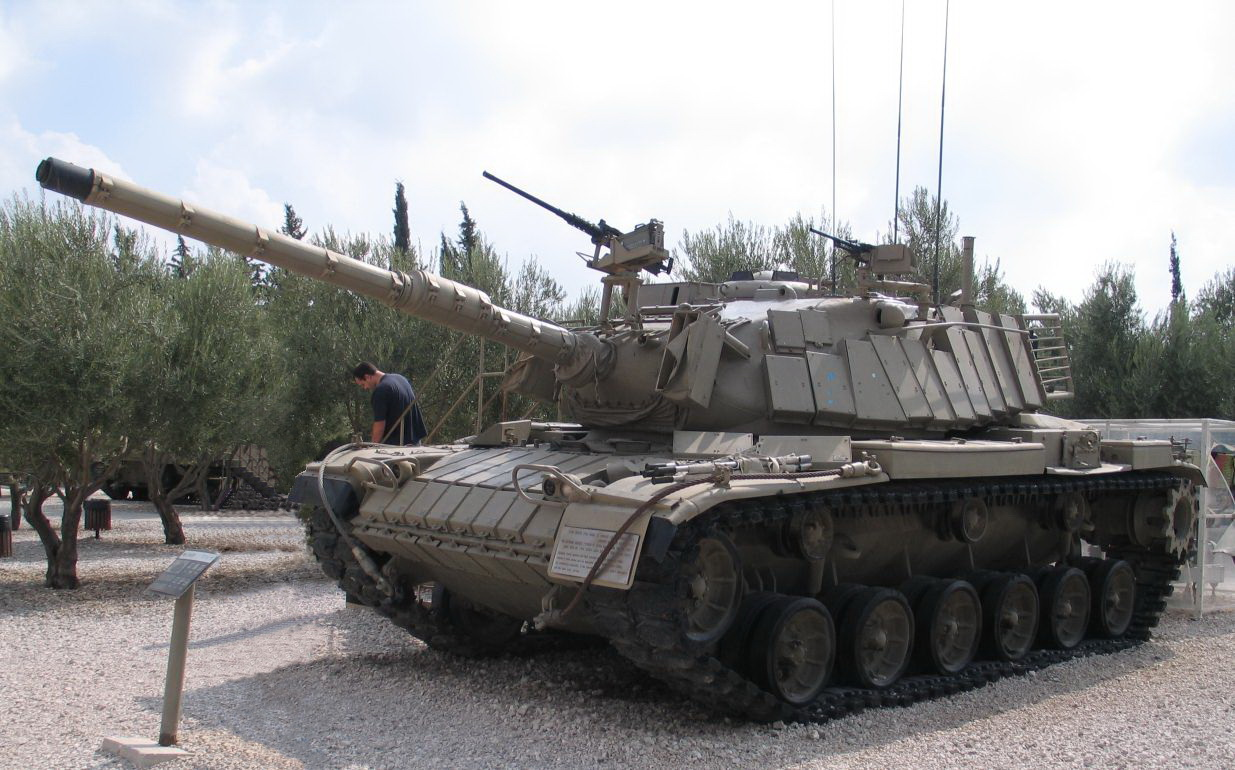
Ізраїльський M60A1 з навісним ДЗ Blazer

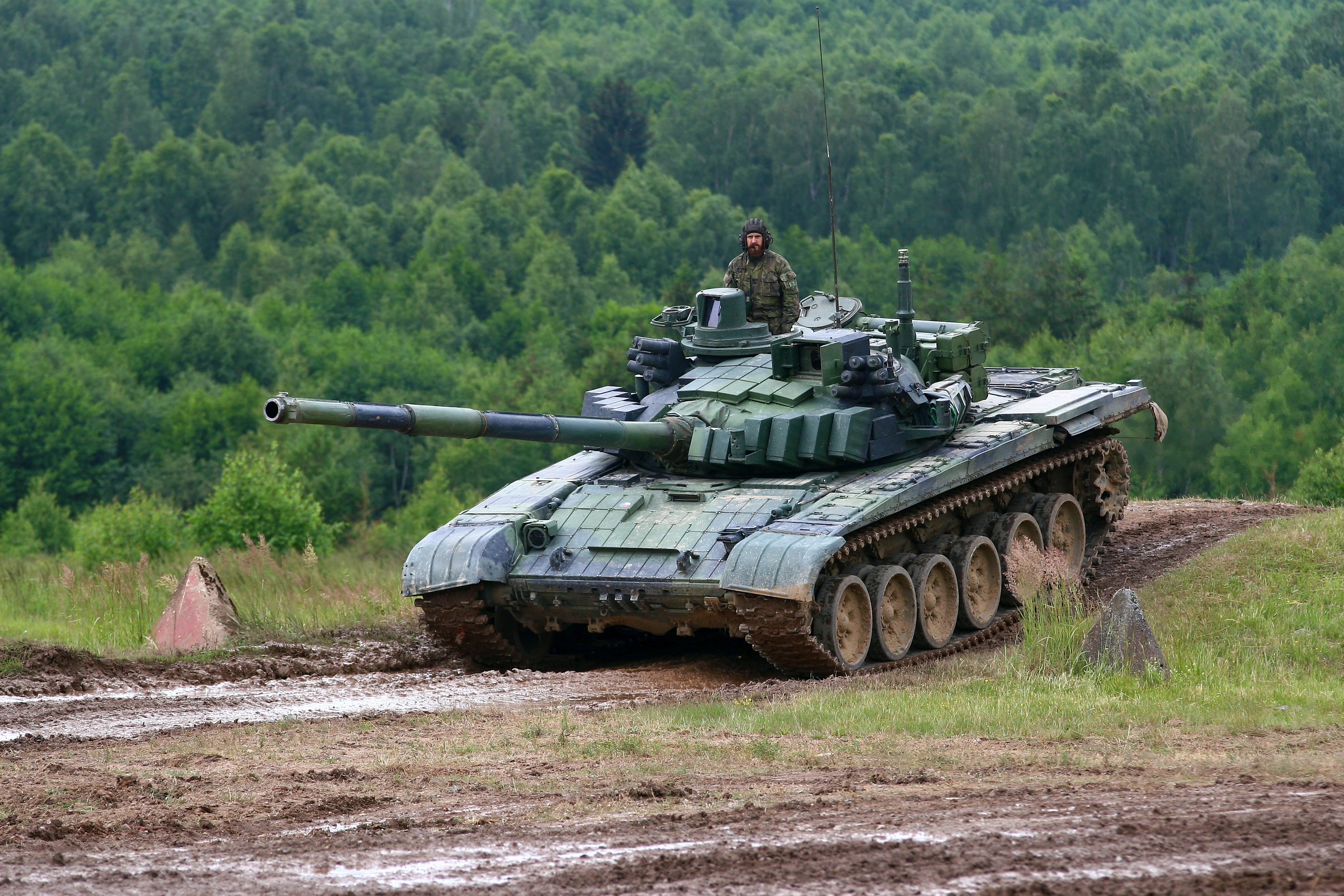
Чеський T-72M4CZ з ДЗ DYNA

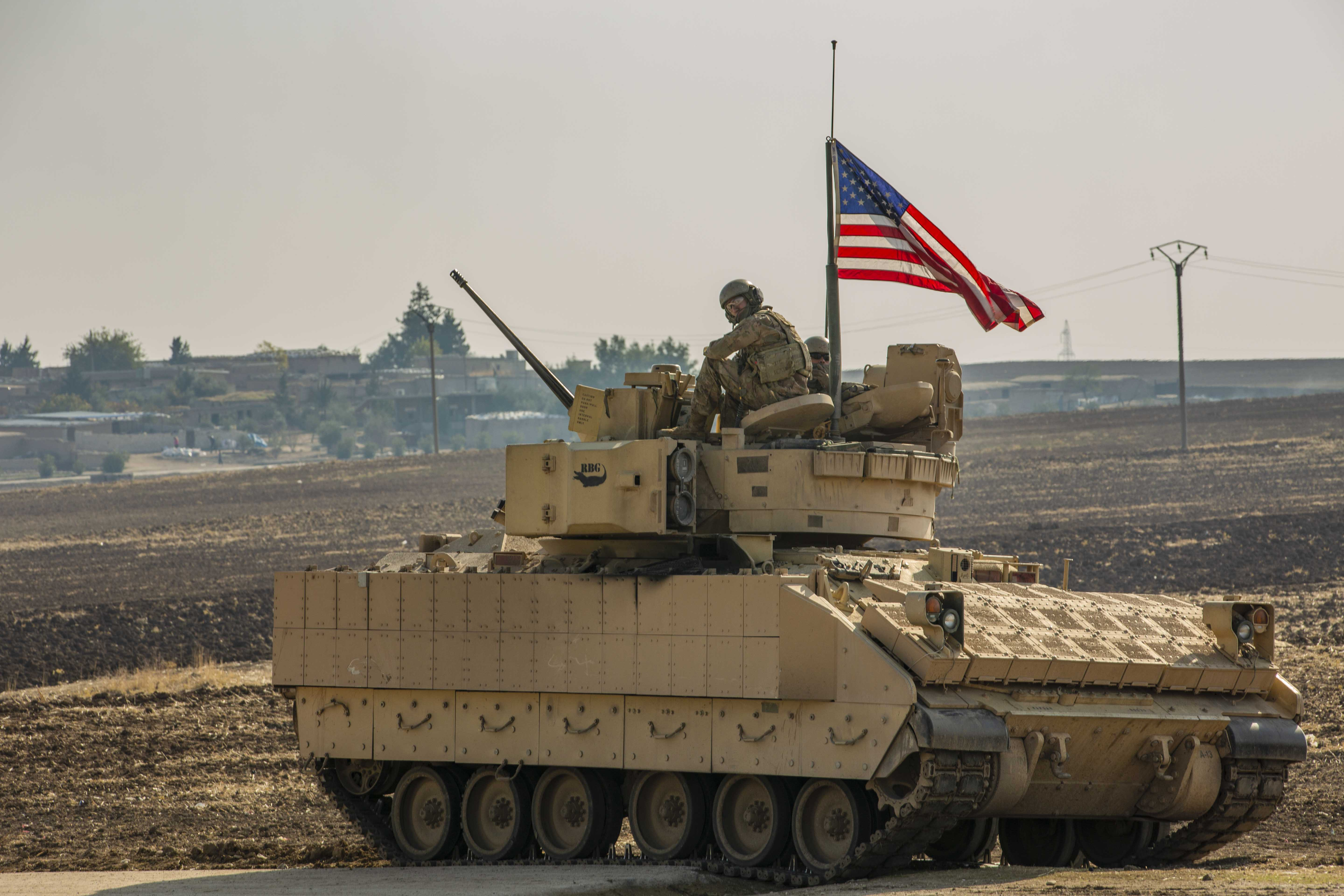
M2 Bradley зі встановленим ДЗ

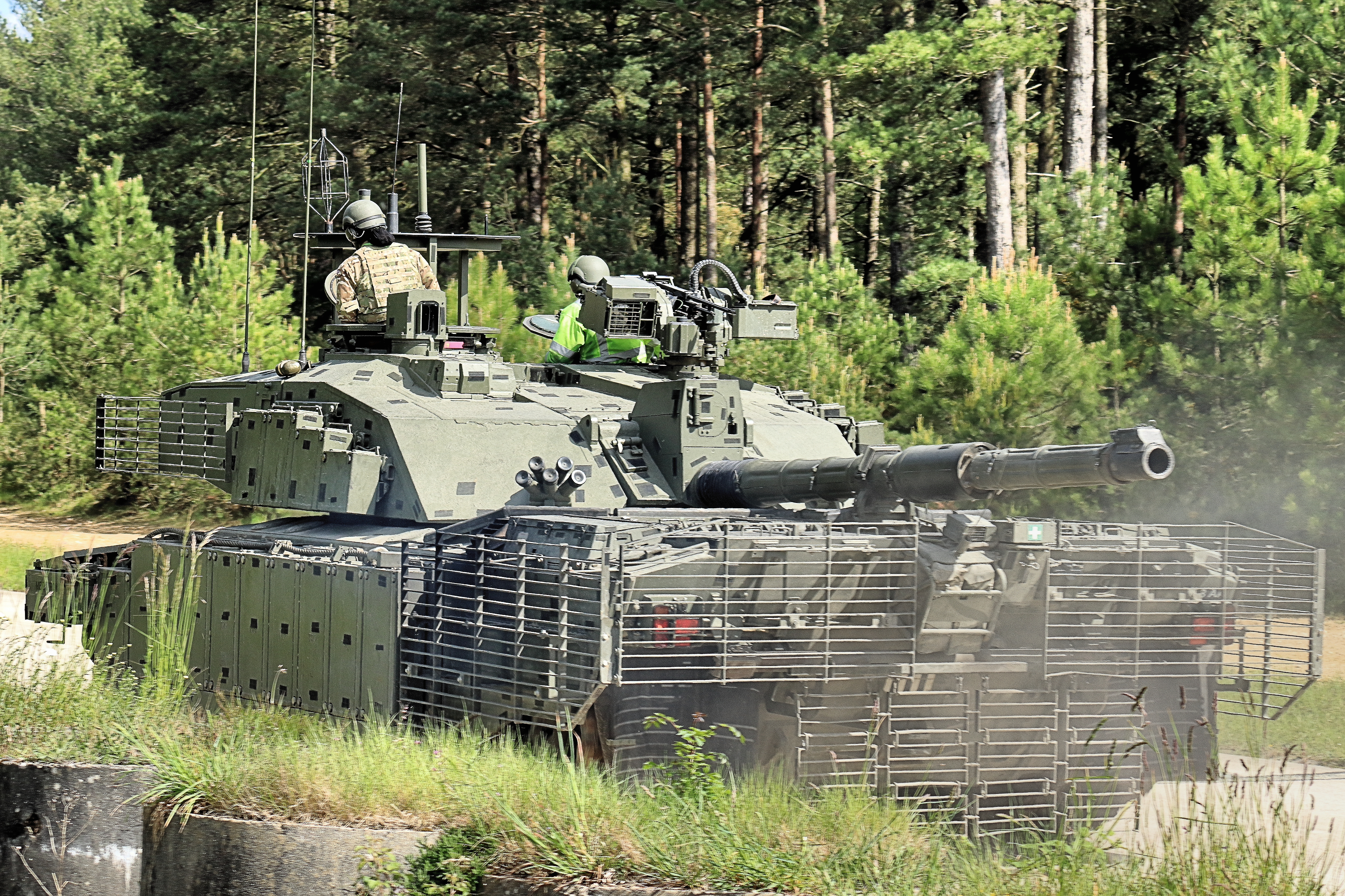
ДЗ на бортах корпуса та башти Challenger 2

Перші радянські дослідження з протидії боєприпасам за допомогою вибухів (т. зв. «контрвибух», рос. контрвзрыв) відомі з 1949 року, цими проєктами займався ЦНДІ-48. Назва «динамічний захист» (рос. динамическая защита) вперше з'явилась в ужитку у звіті НДІ-6, датованому 1961 роком. Ймовірно, перші дієві прототипи було випробувано 1963 року. Протягом 1960-х у СРСР розробили комплекс динамічного захисту (відомий за умовною назвою КДЗ-68), що був інтегрованим у броню танка та надавав суттєвий захист від кумулятивних снарядів. Цей комплекс був схожим на інтегровані комплекси ДЗ з важкими метальними пластинами, що з'явились в серії лише через 20 років. Втім, з ряду причин від цих розробок відмовились. Зокрема, на 70-ті роки бронезахист Т-72 та Т-64 все ще вважався достатнім проти західних 105-мм гармат L7, натомість пріоритетом вважалось зниження маси танків. Сам же комплекс був непрактичним, його встановлення було б дуже складним процесом, і ж він змінив би баланс танка своєю вагою.
Паралельно з СРСР вплив вибухів на кумулятивні боєприпаси досліджував західнонімецький дослідник норвезького походження Манфред Гельд. 1970 року він запатентував перший західний динамічний захист. Аналогічно до радянських розробок, цей комплекс був також схожим на інтегровані комплекси, але пізніше того ж року Гельд запатентував інший комплекс, навісний, більш схожий на комплекси ДЗ першого покоління. Його розробки не зазнали успіху в країнах НАТО, 1974 року він повернувся до Ізраїлю, де його роботу оцінили, згодом виробництво ДЗ налагодила компанія Rafael, і 1982 року було випробувано в Ліванській війні перший серійний комплекс динамічного захисту Blazer на танках «Маґах».
З середини 1970-х питання посилення захисту стало актуальним через появу новітніх кумулятивних снарядів, як ПТРК HOT. Існує поширена думка, що успіх Blazer став причиною появи в СРСР аналогічного комплексу «Контакт-1». Втім, це сумнівно, оскільки СРСР ухвалив державні випробування «Контакту» раніше 1982 року, ніж отримав перший зразок ізраїльського ДЗ. Перший радянський танк з ДЗ був Т-64БВ, що постав на озброєння 1985 року. Ймовірною причиною перерви в розробці.
В кінці 1980-х почали з'являтись комплекси нової конструкції, що мали змогу знижувати пробиття не лише кумулятивних снарядів, але й підкаліберних. Таким став чеський комплекс DYNA (1988), в якому вибухівка та метальні пластини сформовані в характерні ромби, потім з'явився радянський «Контакт-5» з важкими метальними пластинами. Приблизно у другій половині 1980-х з'явився й польський комплекс ERAWA, який було прийнято 1993 року разом з PT-91. Ідея «Контакту-5» розвинулась у російський «Релікт», що став на озброєння 2006 року.

### Приклади
Відомі комплекси ДЗ:
- Blazer (1982)
- Контакт-1 (1985)
- DYNA (1988)
- Контакт-5 (1989)
- ERAWA (1993)
- Ніж/Дуплет (2003)
- Релікт (2006)
- Малахіт (2015)

Нижче наведено список техніки, яка може опціонально отримувати комплекти вибухового динамічного захисту, наприклад, для міських боїв:
- M1 Abrams (TUSK)
- M2 Bradley (BUSK[a])[12]
- Leclerc (AZUR[b])

## Невибуховий ДЗ
Відмінність невибухового динамічного захисту (також може називатись напівактивною бронею) від вибухового полягає в тому, що замість внутрішнього шару (-ів) ВР, розміщується шар (-и) інертного в хімічному відношенні матеріалу, що називається «наповнювачем», це може бути: пластмаса, гума, парафін, або хімічні суміші на їх основі.
В склад ДЗ невибухового типу дії можуть включатись і окислювачі (наприклад ті, що містять нітрати, нітрити, хлорати тощо) і вуглецевий енергетичний матеріал (як варіант NaNO3 і силіконовий наповнювач). Як каталізатор може застосовуватися оксид заліза (Fe2O3).
Вважається, що застосування невибухового ДЗ є найперспективнішим при захисті об'єктів, бронювання яких неможливе вибуховим ДЗ, спрацьовування якого може призвести до руйнувань конструкцій через надмірну дію захисного вибухового заряду цього ДЗ.
У радянських танках ідею невибухового динамічного захисту було реалізовано в лобовій броні башт Т-72Б і Т-80У/УД. Перший використовує відбивальні пластини, подібні до броні «Чобгем», другий і третій використовують комірчастий наповнювач, що руйнує кумулятивний струмінь його власною енергією.

## Електричний ДЗ
Найпростіша конструкція електромагнітної броні це дві розставлені на досить великій відстані одна від одної пластини, одна з яких з'єднана з конденсаторною батареєю високої напруги, а інша заземлена. Коли при ударі кумулятивний струмінь пробиває пластини, він діє як замикач ініціюючи розряд електричної енергії, який викликає великий імпульс електричного струму в ньому.
Це створює магнітомеханічну нестабільність в кумулятивному струмені, що призводить до його руйнування та різко знижує його пробивну здатність.
Існують кілька підходів до створення електромагнітного захисту: безпосередня електризація, електромагнітний пуск метальних пластин, електротермічний захист, заснований на піролізі в плазму робочого матеріалу.
Вони діляться за принципом активації на самоактивовані (безпосередня електризація, електротермічний захист) і не самоактивовані, які впливають на атакувальний боєприпас спочатку виявивши його за допомогою радара, матриці або інших зовнішніх датчиків (метальні пластини, «розумна броня»). Також існують способи захисту, які об'єднують кілька цих принципів.

## В Україні
Сучасні українські розробки:
- «Ніж».
- «Дуплет»[15]